# پاملا کاماسا
پاملا کاماسا (انگلیسی: Pamela Camassa؛ زادهٔ ۲۲ آوریل ۱۹۸۴) بازیگر، و مدل (شخص) اهل ایتالیا است.

## زندگی‌نامه
پاملا کاماسا در پراتو متولد شد و در آنجا در رشته اقتصاد در مؤسسه فنی و حرفه ای ایالت پائولو داگوماری فارغ‌التحصیل شد.